# St. Ursula (Schwaara)

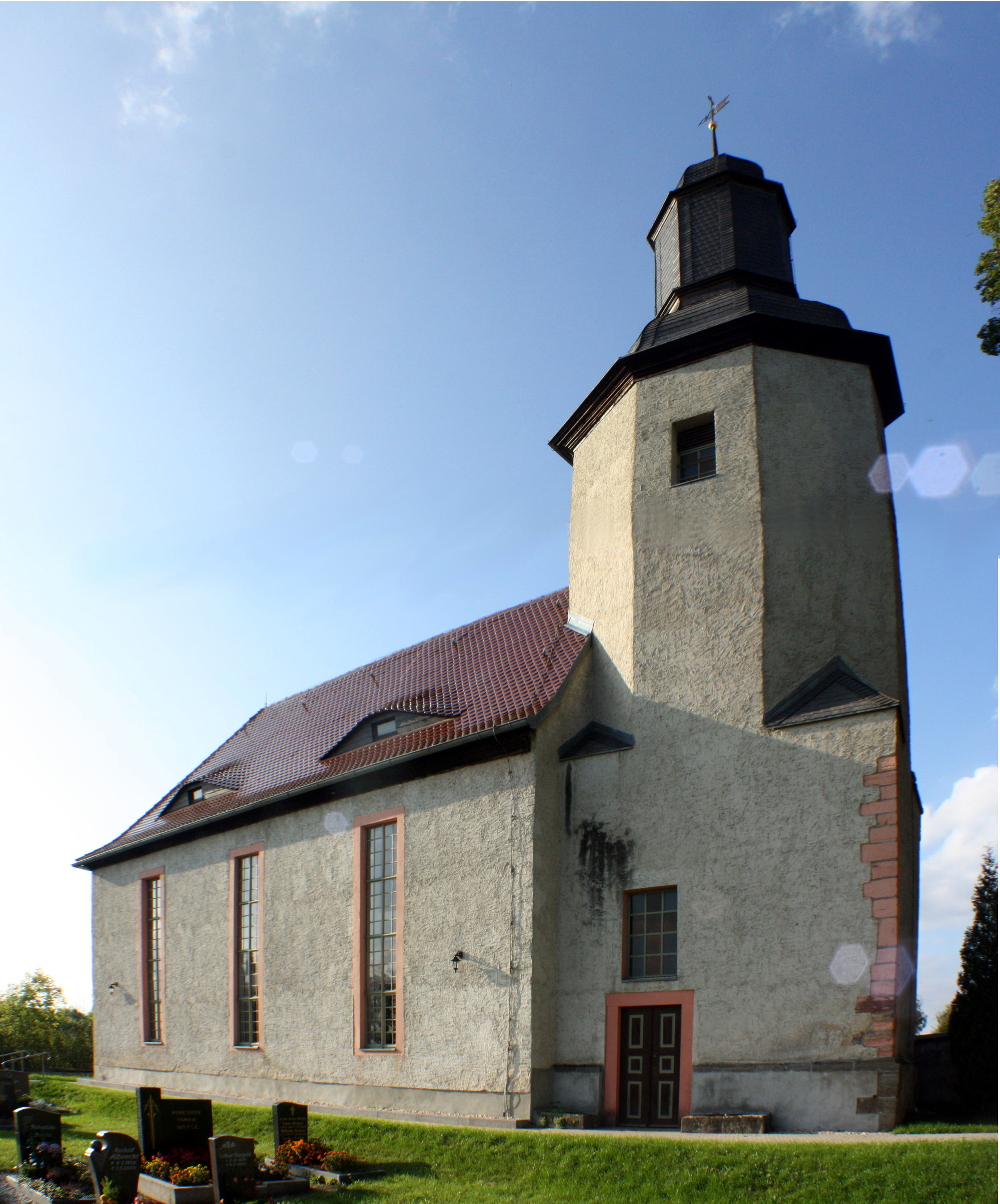
St. Ursula

Die evangelisch-lutherische denkmalgeschützte, nach Ursula benannte Kirche steht in Schwaara, einer Gemeinde im Landkreis Greiz in Thüringen. Die Kirchengemeinde Schwaara gehört zum Pfarrbereich Gera IV der Kirchengemeinde Gera im Kirchenkreis Gera der Evangelischen Kirche in Mitteldeutschland.

## Beschreibung
Die Saalkirche ist in Teilen noch mittelalterlich, insbesondere ihr eingezogener, längsrechteckiger Chor. 1719 wurde das Kirchenschiff verlängert. Nach Süden erhielt es drei große Fenster. Ferner wurden Emporen eingebaut. Im achteckigen Aufsatz des Chorturms steht der Glockenstuhl. In ihm hängt eine Eisenhartgussglocke. Sie gab es als Ersatz für die 1917 für militärische Zwecke eingeschmolzene Glocke aus Bronze von 1789. Bedeckt ist der Turm mit einer geschweiften Haube aus dem 18. Jahrhundert. 
Der Chor ist mit einem spätgotischen Kreuzrippengewölbe überspannt. In ihm steht ein freistehender Kanzelaltar mit schlanken, kannelierten Säulen. Die Kirchenausstattung wurde 1841 vollständig erneuert. Die Orgel hat 10 Register, die auf ein Manual und Pedal verteilt sind. Sie wurde 1842 von Karl Ernst Poppe gebaut.